# Reinhard Gaißer

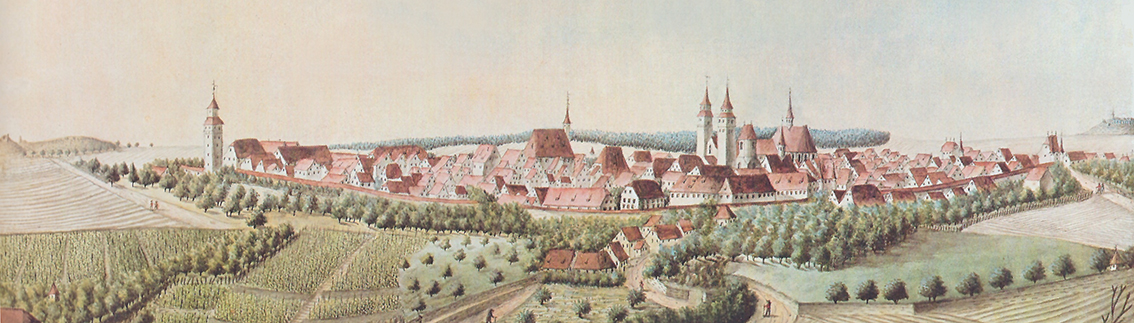
Silhouette von Gaißers Wirkungsstätte und Vollands Heimatstadt Grüningen

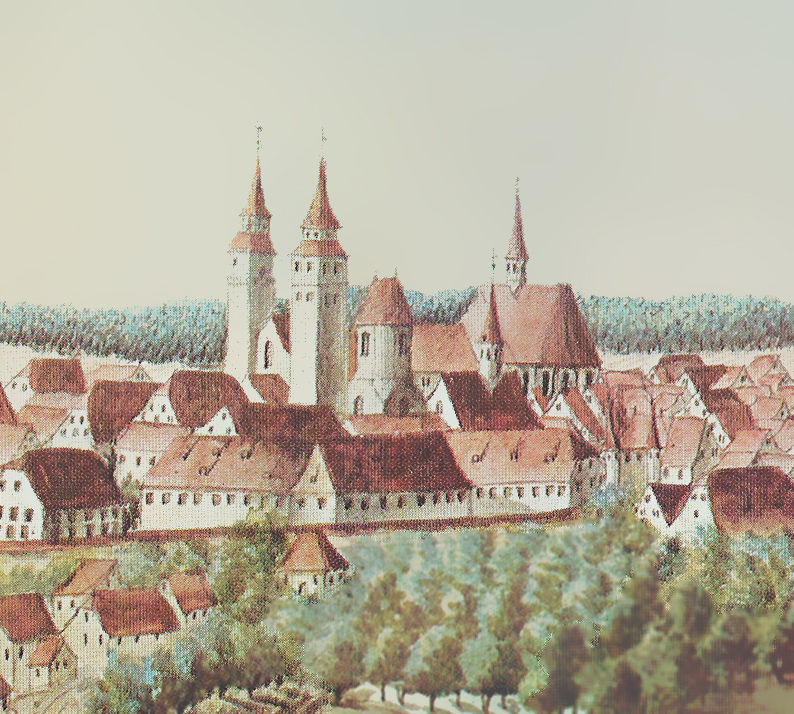
Hinter dem Spital-Komplex ragt die Bartholomäuskirche hervor, der Gaißer als Dekan vorstand. Es war damals die größte Kirche im Herzogtum Württemberg

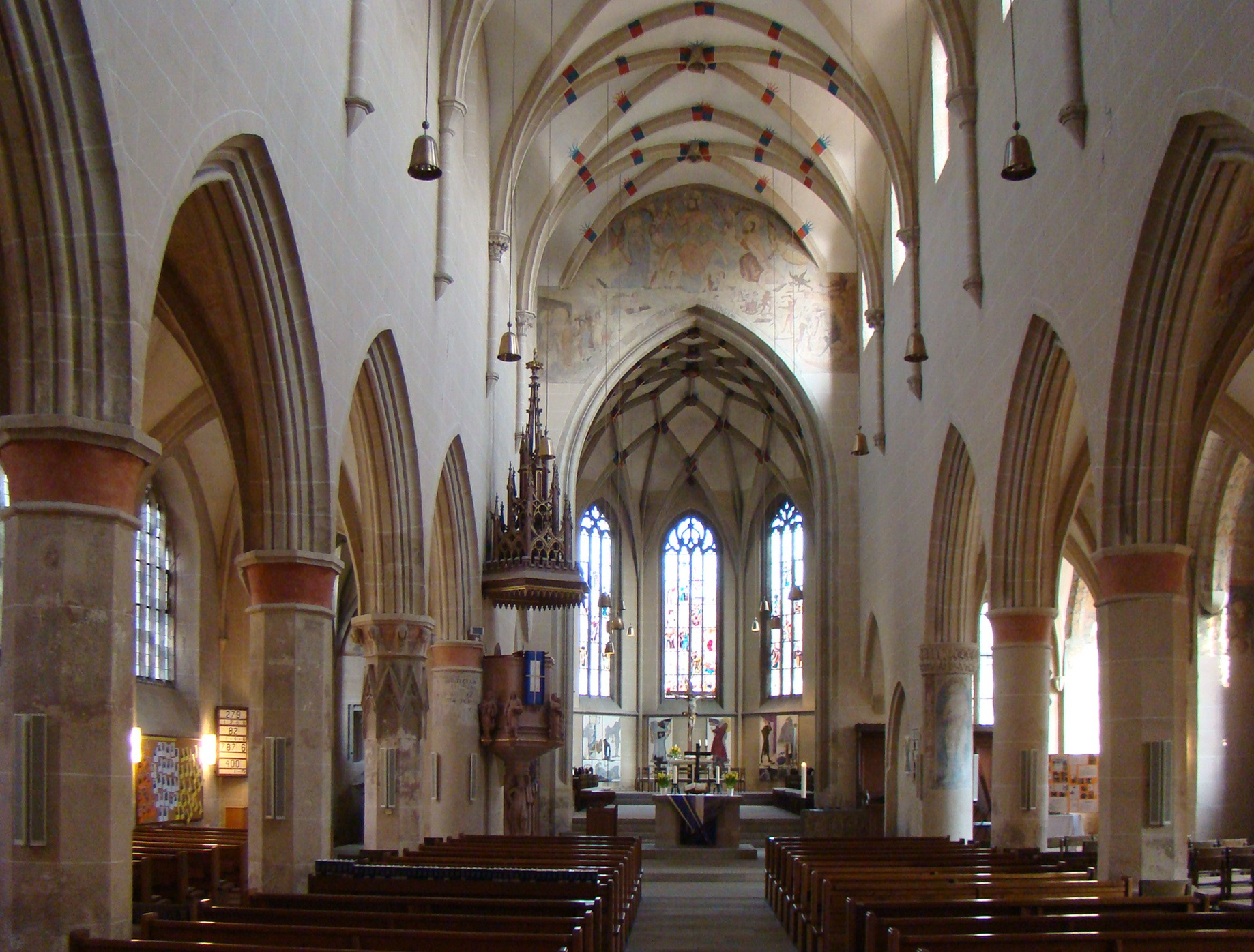
Von dieser Kanzel herab zog Gaißer über korrupte Geistliche, die Ehrbarkeit und den Vogt her. Seine Predigt zur Losung „Ich sende Euch wie Schafe mitten unter die Wölfe!“ wurde als Aufruf zur Rebellion verstanden.

Reinhard Gaißer (* um 1474 in Fellbach; † nach 1533), auch Gaißlin, war ein schwäbischer Reformtheologe, Hochschuldozent und Rektor der Universität Tübingen. Er ließ sich von der Universität in die Stadtpfarrei von Grüningen, heute Markgröningen, versetzen, um zur Kirchenreform beizutragen und um den „Gemeinen Mann“ gegen die frühkapitalistisch agierende Ehrbarkeit zu unterstützen. Er war der intellektuelle Kopf der Rebellion des Armen Konrads und Gegenspieler von Ambrosius, Philipp und Aberlin Volland, drei Repräsentanten eines sehr reichen und einflussreichen Grüninger Patrizier-Geschlechts. Zur Reformation in Eßlingen wurde er 1531 als Sachverständiger berufen.

## Herkunft und akademische Laufbahn

### Gaißers familiäre Beziehungen
Über Gaißers familiäre Herkunft ist wenig bekannt. Da er sich ein Studium leisten konnte, ist davon auszugehen, dass seine Familie entweder zur aufstrebenden Ehrbarkeit oder zum abstiegsbedrohten Niederadel zählte. Vor ihm hatte sich bereits ein Johannes Gaisser aus Waiblingen am 13. Januar 1485 bei der Universität Tübingen eingeschrieben. Sein Herkunftsort Fellbach, seine enge Verbindung zu den Remstälern und insbesondere die Namensähnlichkeit legen nahe, dass er mit den führenden Köpfen der „Remstalrebellen“, Peter Gaiß aus Beutelsbach und dem ebenfalls akademisch gebildeten Magister Georg Gaißer aus Schorndorf, verwandt war. Diese Annahme bestätigt die protokollierte Aussage eines Verräters unter Gaißers Kaplanen in Grüningen: Nach Ausbruch des Aufruhrs habe Gaißer die Kaplane zusammengerufen und triumphiert, dass seine „Vettern im Remstal, die Anfenger der Ufruhr“, es wohl geschafft hätten, und sie (die Kaplane) zudem gewarnt, „bei dem Aufruhr nicht müßig zu stehen.“ Unter seinem geistlichen Gefolge in der Bartholomäuskirche war zudem ein weiterer Verwandter: sein Neffe Wilhelm Gaißer, der seit 1506 ebenfalls in Tübingen Theologie studiert hatte und mit ihm als Helfer nach Grüningen gekommen war. Er unterstützte Gaißer als Kontaktmann ins Remstal, aber auch zu anderen Widerstandsnestern, und musste wegen fortgesetzter Renitenz offenbar außer Landes flüchten.

### Gaißers akademische Prägung
Gaißer immatrikulierte sich am 22. September 1490 als „Renhardus Gaisser de Felbach“ bei der Artistenfakultät der Universität Tübingen und schloss dieses erste Studium am 13. August 1493 als Magister artium ab. In den überlieferten Universitätsakten taucht der „Theol. Reinh. Gaisser ex Stuttgardia“ dann erst wieder am 10. Januar 1499 als „Magister sententiarius“ und am 7. April 1503 als „Lizentiat“ auf. Für damalige Verhältnisse also eine sehr lange Studienzeit, die er möglicherweise für Praxiserfahrungen in Stuttgart unterbrochen hatte. Am 27. November 1504 wurde er schließlich zusammen mit dem späteren Professor Peter Brun zum Doktor der Theologie promoviert. Darauf wird er als Professor der Theologie aufgeführt und 1504 zum Rektor gewählt. Allerdings mit reduziertem Salär, da er neben der Lehre auch als Prediger der Tübinger Stiftskirche wirkte.
Unter den Tübinger Theologen hatte sich, geprägt durch Professoren wie Gabriel Biel, Konrad Summenhart, Johann von Staupitz oder Paul Scriptoris, der 1501 wegen Häresie seiner Ämter an der Universität und im Franziskanerkonvent enthoben wurde, eine „vorreformatorische“ Schule herausgebildet, die sich kritisch mit Fehlentwicklungen in Kirche und Klöstern, Staat und Wirtschaft auseinandersetzte und auch Martin Luther maßgeblich beeinflusst haben soll. Im Zuge der Auseinandersetzung dieser Schule mit den vorherrschenden Umständen hatte sich Gaißer offenbar entschlossen, den akademischen Zirkel zu verlassen, um selbst vor Ort gegen die kritisierten Missstände wie Ablasshandel, herrschaftliche Willkür und mangelnde Wirtschaftsethik der prosperierenden Patrizier zulasten der Unterschicht ins Feld zu ziehen.
Ob er kurz vor seinem Abgang nach Grüningen noch mit dem jungen Philipp Melanchthon in Tübingen zu tun hatte, ist nicht bekannt.

## Revolutionäres Wirken als Stadtpfarrer

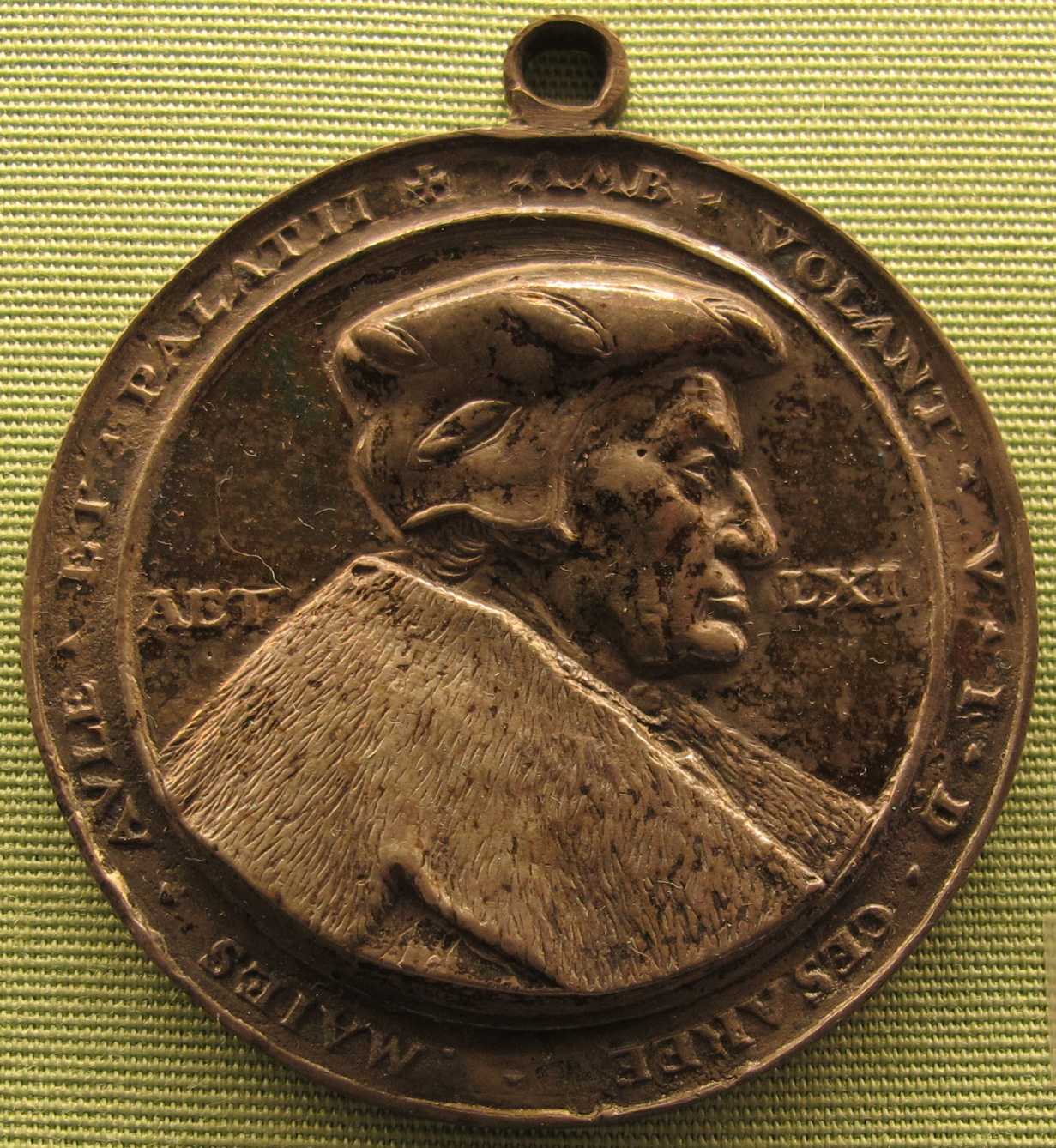
Der gefürchtete Rat und Kanzler Ambrosius Volland war zuvor ein Kollege Gaißers

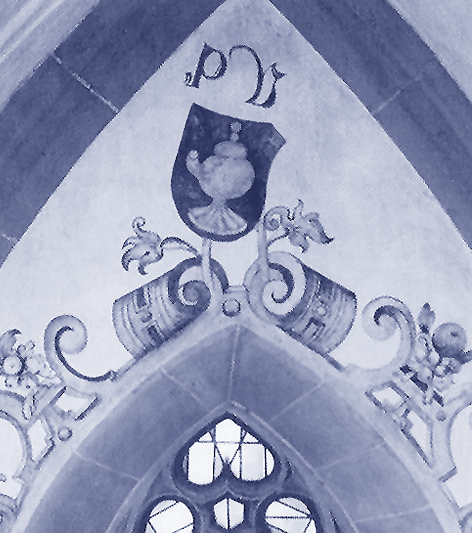
Wappen und Initialen des Mäzens Philipp Volland – im Chor des Spitals prominent platziert

### Gaißers Gegenspieler

#### Eine reiche Stadt und ein alter Bekannter aus einflussreicher Familie
Dass Gaißer erst kurz vor den Unruhen und ausgerechnet im reichen Grüningen als Pfarrer auftauchte, kann kaum dem Zufall geschuldet sein. Denn hier saßen die „Fugger“ Württembergs, die unter den Steuerpflichtigen reichste und sehr einflussreiche Familie Volland. Zudem war einer von ihnen ein „alter Bekannter“: Ambrosius Volland war nach seinem ausgedehnten Studium in Tübingen, Heidelberg und Padua Geistlicher in Grüningen, wo es den zum Doktor beider Rechte promovierten Kollegen Gaißers aber nicht allzu lange hielt. Er ließ sich erst nach Tübingen, wo er Gaißer begegnet sein muss, und ein Jahr später von Gaißers Weggefährten Johann von Staupitz an die neue Universität Wittenberg zum Professor berufen. Von dort kehrte er aber bald wieder zurück, um als Rat und späterer Kanzler in den Dienst Herzog Ulrichs zu treten.

#### Ein Spekulant als Repräsentant der Staatsgewalt
Währenddessen hatte sein jüngerer und ebenfalls akademisch gebildeter Bruder Philipp Volland die Führung des lukrativen Vollandschen Handelshauses und alsbald auch das Amt des Vogts von Stadt und Amt Grüningen übernommen. Damit vereinte er in seiner Person die Exekutivgewalt und seine legislative Funktion als Grüninger Landschaftsabgeordneter mit der damals noch jungen Macht des Geldes. Kapital war bei Vollands reichlich vorhanden, und ein Landesherr, der weit über seine Verhältnisse lebte, versprach reichlich Zinsgewinn.
Als Herzog Ulrich jedoch die Vermögenssteuern erhöhen wollte, schafften es die Vertreter der „Ehrbarkeit“ in der „Landschaft“, dass er diese in eine Verbrauchssteuer umwandelte, die in erster Linie das gemeine Volk treffen sollte. Darüber hinaus konnte auch Philipp Volland offenbar der Versuchung nicht widerstehen, die Auswirkungen der wegen mehrerer Missernten und unsolider Haushaltspolitik ohnehin galoppierenden Inflation noch zu verschärfen: Er soll dem Markt trotz grassierender Hungersnot knappes Getreide entzogen haben, um es zu horten und mit enormen Preisaufschlägen weiterzuverkaufen. Seine Machtfülle vor Ort hatte er zudem genutzt, um die einst zur Allmende zählenden Fischgründe der Glems für sich selbst zu beanspruchen.
Wie Ablasshandel mutet es deshalb an, dass sich Philipp andererseits als Wohltäter insbesondere des örtlichen Heilig-Geist-Spitals hervorgetan hatte. Dennoch sah er sich plötzlich ungeheurem geistlichem Furor und einem Aufruhr ausgesetzt.

### Ein „Revoluzzer“ auf der Kanzel

#### Politische Aktivitäten im Zuge des Armen Konrads
Als Gaißer um 1513 das Pfarramt der Grüninger Bartholomäuskirche übernommen hatte, entpuppte er sich bald als gefährlicher Gegenspieler des mächtigen Vollandschen Handelshauses und deren Vertreter in der Politik. Dieser „erste Sozialrevolutionär auf einer württembergischen Kanzel“, wie ihn Römer bezeichnete, war auch der intellektuelle Kopf des Armen Konrads: Er hielt bereits vor dem Aufruhr konspirative Treffen ab, korrespondierte über seinen Helfer Wilhelm Gaißer und mittels Brieftauben mit anderen Widerstandsgruppen – insbesondere im Remstal, aber auch in Stuttgart und Leonberg – und war selbst viel unterwegs, um einen koordinierten landesweiten Aufstand zu organisieren. Der Landeshistoriker Wilfried Setzler hebt Gaißer als „Vordenker“ und charismatischen Agitator heraus: „Gaisser war ein brillanter, rhetorisch begabter Redner, der nicht nur sprachgewandt trefflich zu formulieren, sondern auch zu begeistern verstand, Kontakte mit anderen Gruppen knüpfte und eine Fahne für den Armen Konrad entwarf.“
Als sich die Lage zuspitzte, rief er den Gemeinen Mann in Grüningen offen zum Aufruhr gegen die frühkapitalistisch agierende Ehrbarkeit und insbesondere gegen den Vogt Philipp Volland auf. Diesem warf er am 7. Mai 1514 von der Kanzel herab Amtsmissbrauch und Getreidespekulation zulasten der Armen vor. Tags darauf probten zwei Drittel der Grüninger Bürger den Aufstand. Und tatsächlich fehlte nicht viel, dass der durchaus wehrhafte Haufen  aus Handwerkern, Dienstleistern und ärmeren Ackerbürgern Volland „überzuckt“ (niedergemacht) hätte, nachdem die Stadt- und Torwachen bereits durch Aufrührer ersetzt waren. Doch der Vogt war schlau genug, sein Haus nicht zu verlassen und auf Zeit zu spielen. Während der kritischen Phase musste er vor Ort zwar einige Zugeständnisse machen, zum Beispiel die Verteilung von herrschaftlichen Kornvorräten und die Rückführung seiner Fischgründe in Allmende hinnehmen, leitete jedoch Ermittlungen gegen Gaißer und dessen Bundesgenossen ein und meldete die alarmierenden Zeugenaussagen an den Herzog.
Der zutiefst beunruhigte Grüninger Vogt und der Richter Aberlin Volland berichteten nicht nur über Gaißers umfangreiche Umtriebe und seine bezeugte Bundschuh-Verschwörung, sondern dokumentierten in ihren drei Anzeigen vor allem seine revolutionären Thesen. Darunter die damals ungeheuerlich erscheinende und mehrfach wiederholte Feststellung, dass die Armen mindestens so weise seien wie die Reichen und ihnen dasselbe Mitspracherecht zustünde. Darüber hinaus habe sich Gaißer zu der Behauptung verstiegen, Gott habe den Heiligen Geist den Armen und Luzifer den Reichen geschickt. Volland berief sich dabei auf mehrere Zuträger und den Pfaffen Wernher Weysshar, der wie ein Geheimagent unter Geißers Kaplanen agierte und dem Vogt offenbar regelmäßig Bericht erstattete.

Trotz alledem kam der von Volland stets „Gaißlin“ oder „Doctor Renhart“ genannte Theologe mit einer „Standpauke“ in der Stuttgarter Staatskanzlei und der Kürzung seiner Bezüge davon, weil er nur dem Bischof von Speyer verantwortlich war und insofern in Württemberg Immunität genoss.
Wie der Vogt spielte auch der klamme Herzog Ulrich erst mal auf Zeit, indem er den mittlerweile im ganzen Land gefährlich aufflackernden Aufstand durch geschicktes Taktieren und die Zusage einer Schlichtung in Form eines außerordentlichen Landtags zu neutralisieren verstand. Diesen verlegte er im Sinne der Ehrbarkeit nach Tübingen, um die unerwünschten Vertreter des Gemeinen Mannes aus den Verhandlungen auszuschließen und sich selbst bzw. ihren eigenen Ratschlägen zu überlassen. Dass sich der Arme Konrad dabei auch noch „ständisch“ aufsplittete, konnte nicht im Sinne Gaißers sein: Während sich die bürgerlichen Abgesandten von 14 der 16 Landstädte im Unterland zum „Städtetag“ in Marbach am Neckar verabredeten, trafen sich die Vertreter der überwiegend bäuerlichen Landbevölkerung in Stuttgart und andernorts für sich. Ihre schriftlich einzureichenden Forderungen interessierten die in Tübingen mit dem Herzog tagende Landschaft und die von der Reichsregierung entsandten Moderatoren noch weniger als die der Städtevertreter.

#### Gaißer zum Tübinger Vertrag

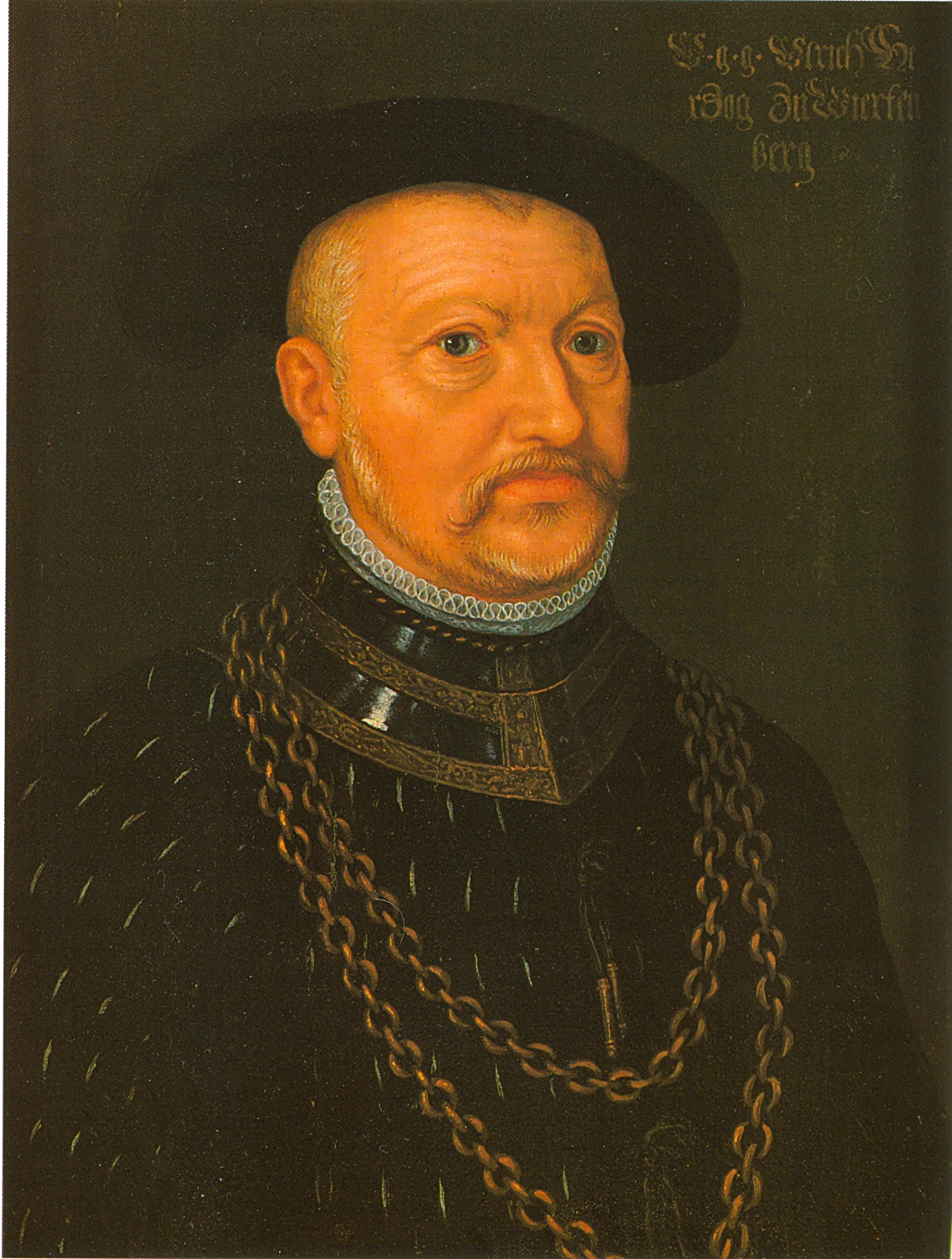
Wie Herzog Ulrich mussten auch Ambrosius und Philipp Volland 1519 ins Exil flüchten

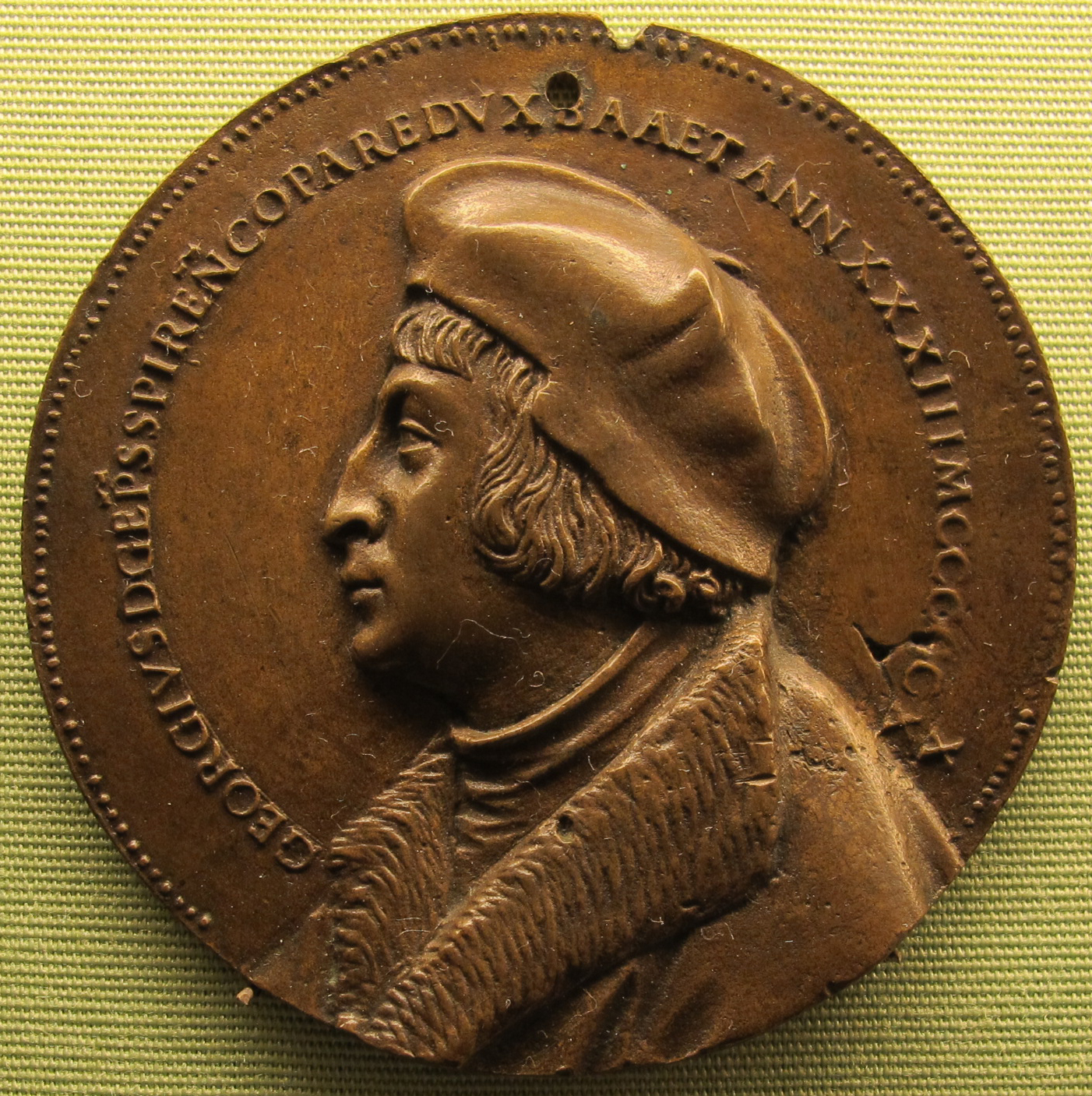
Der Speyrer Bischof Georg von der Pfalz hielt 1514 seine schützende Hand über Gaißer. Er war für Kirchenreformen aufgeschlossen und zählte zu Herzog Ulrichs Gegnern

Nachdem die Ehrbarkeit sich zum eigenen Vorteil mit Herzog Ulrich auf den Tübinger Vertrag geeinigt und dabei die Forderungen des Armen Konrads weitgehend ignoriert hatte, meldete sich Volland als Keller vom Asperg am 13. Oktober 1514 nochmals zu Wort, um Gaißers Kommentare über diesen „faulen Kompromiss“ zu melden: Gaißer habe dem Herzog Wortbruch vorgeworfen, da er seinen Untertanen vorab versprochen habe, er wolle „sie bei ihrem alten Brauch und Herkommen bleiben lassen und itzund will er Geld von ihnen haben“. Conrat Schryner, Richter zu Grüningen und Landschaftsabgeordneter zu Tübingen, habe „Doctor Renhart“ beschieden, dass der Herzog zu Tübingen „viel verspielt“ hätte und Schryner persönlich vorgeworfen, dass Räte und Landschaft, „die es wehren sollten“, dies unterlassen hätten. Deshalb sei „die Sach noch nit am rechten Gstadt“ und werde dabei nicht bleiben. Denn die Verschworenen des Armen Konrads hätten „eine gute Sach“ und „den rechten Herrn und Hauptmann“: „Der uff der blauen Bunin (Der im Himmel) wird sie nit verlassen, zu demselben haben sie ihr Ding gestellt“.
Dabei hatte Gaißer jedoch den neuen Handlungsspielraum unterschätzt, den der am 8. Juli 1514 ratifizierte Tübinger Vertrag dem Herzog eröffnete. Mit Unterstützung der Ehrbarkeit – die Landschaft hatte ihn entschuldet – konnte der Herzog jetzt Söldner finanzieren und der rebellischen Unterschicht ganz anders entgegentreten. Die durch den Schwund während der Schlichtungsphase geschwächten Widerstandsgruppen hatten den von Gaißer ausgeheckten Durchmarsch der Remstäler nach Grüningen nicht umsetzen können, hatten Ulrichs Truppen nichts mehr entgegenzusetzen und wurden auseinandergenommen. Nun drohten ihren Anführern die Hinrichtung, Mitläufern drakonische Strafen – und ihrem intellektuellen Kopf?
Nachdem der Aufstand des Armen Konrads politisch ausgekontert und schließlich sang- und klanglos zusammengebrochen war, entging der vom strategischen Ungeschick seiner Mitstreiter enttäuschte Gaißer dem Schicksal der rund 1.700 gefangenen Bauern und städtischen Kleinbürgern, die gefoltert, eingekerkert, geköpft oder als „Kleinere Lichter“ zu saftigen Geldstrafen verurteilt wurden, ihrer Ehrenrechte verlustig gingen und teils gebrandmarkt wurden. Er musste sich auch nicht wie andere führende Köpfe der Rebellion ins Ausland absetzen, sondern blieb trotz der Bitten Philipp Vollands, der „Gute Hirte zu Speyer“ möge Gaißer absetzen, unter der schützenden Hand des Kirchenreformen nicht abgeneigten Bischofs Georg von der Pfalz unbehelligt bis mindestens 1533 Stadtpfarrer in Grüningen.

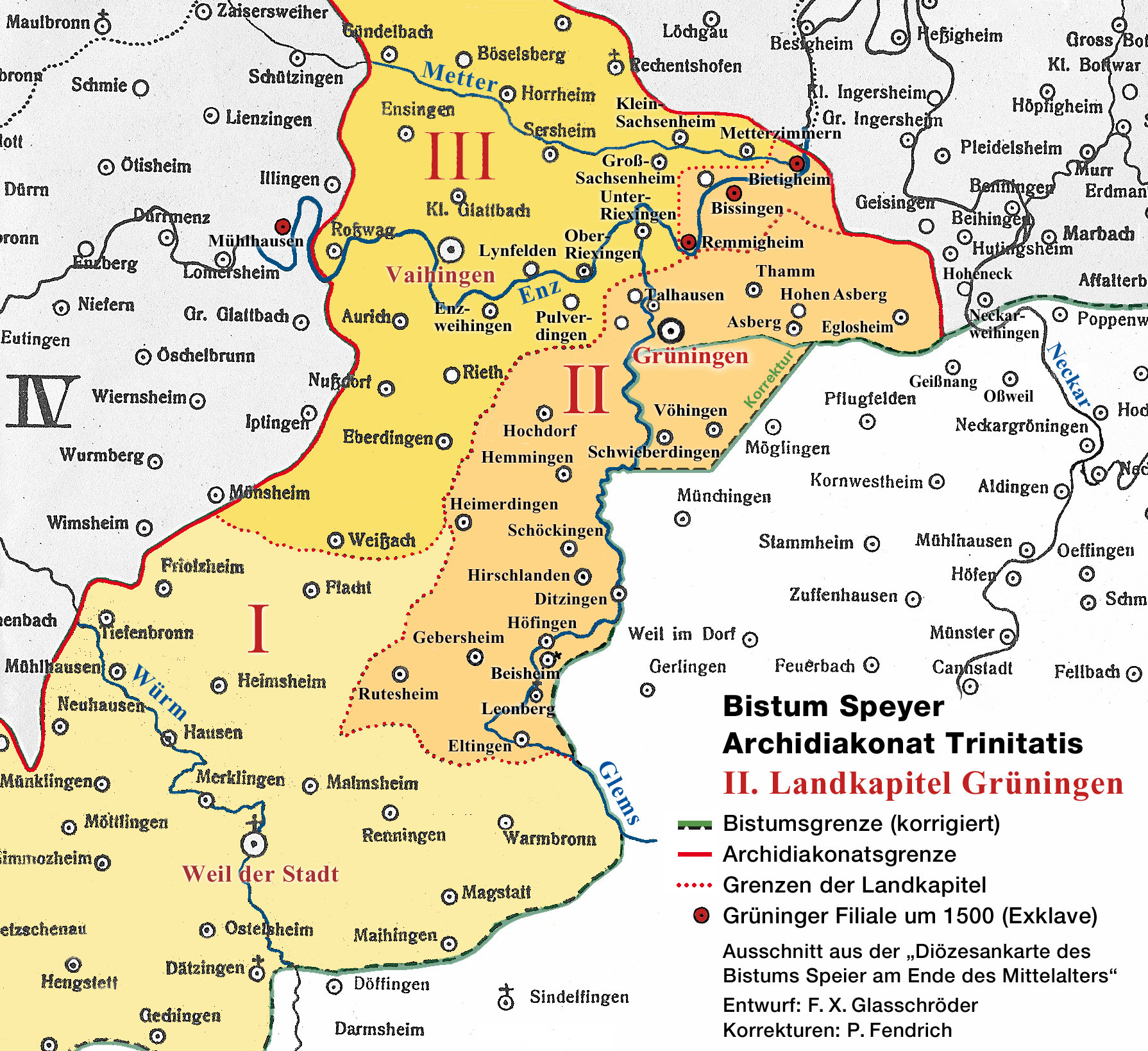
Als Dekan stand Gaißer dem Landkapitel Grüningen des Speyrer Archidiakonats Trinitatis vor, das entlang der ehemaligen fränkisch-alemannischen Grenze bis über Leonberg hinaus reichte

#### Auseinandersetzungen mit Geistlichen
Kaum im Amt hatte sich Gaißer bereits im Januar 1514 mit dem Spitalmeister Johannes Betz angelegt, der mit Vollands finanzieller Unterstützung eine Rundumerneuerung des in die Jahre gekommenen Spitalkomplexes durchzog. Offenbar hatte Betz wie der junge Propst Dietrich Spät des Stuttgarter Heilig-Kreuz-Stifts, den Gaißer als unqualifiziert abkanzelte, ein ihm nicht genehmes Amtsverständnis an den Tag gelegt. Als Reformtheologe zeigte sich Gaißer als permanenter „Stachel im Fleisch“ der allzu konsumfreudigen und geradezu „bauwütigen“ Ordensbrüder des reichen Grüninger Heilig-Geist-Spitals, über deren fehlerhaftes „Mönchslatein“ er sich gerne lustig machte. Im Sinne Gaißers kritisierte Sebastian Frank in seiner 1531 erstellten Chronik das Gebaren der Ordensbrüder: „Sind große Herren und führen vom Bettel eine große Pracht in Gröningen.“
Im Juni 1514 ließ Gaißer seine zwölf Kaplane wissen, es werde in gewissen Kreisen gemunkelt, dass sich unter den Priestern ein Zuträger des Vogts befände, und dass jener die Hellebarde zu spüren bekäme, wenn sie ihn ertappten. Darum wolle er „sie davor gewarnt haben“.
1517 sprach Gaißer dem Spitalmeister Johannes Betz den Ablasshandel nicht nur aus moralisch-ethischen Gründen, sondern auch wegen mangelnder Rechtsgrundlage ab. Letztlich mit Erfolg, weil der dem Orden übergeordnete Erzbischof von Mainz diese Einkommensquelle exklusiv an sich gezogen hatte, um vermeintlich den Bau des Petersdoms in Rom zu unterstützen. Bei Zuwiderhandlung drohte er 1517, die sich beschwerenden Ordensbrüder in Haft zu nehmen.
1520 musste sich der offenbar immer noch aufmüpfige „Dekan“ Gaißer von der neu installierten und von der Ehrbarkeit unterstützten Regierung Erzherzogs Ferdinand von Österreich in Stuttgart „voll herzausen lassen“, weil er das Kirchengebet für sie verweigert hatte, und versprechen, nichts mehr gegen sie verlauten zu lassen.
Den 1521 zwischen Dekan und Spitalmeister Betz entbrannten Streit um die geistliche Rangfolge in Grüningen entschied der Speyrer Bischof Georg von der Pfalz zugunsten des Stadtpfarrers. Damit bewertete er die Position des Dekans, der in Personalunion auch „Kirchherr“ des Grüninger Landkapitels war, als einen der höchsten geistlichen Ränge im Herzogtum Württemberg, denn der Spitalmeister rangierte noch vor dem Propst der Stuttgarter Stiftskirche.

### Fremdherrschaft, Bauernkrieg und Reformation

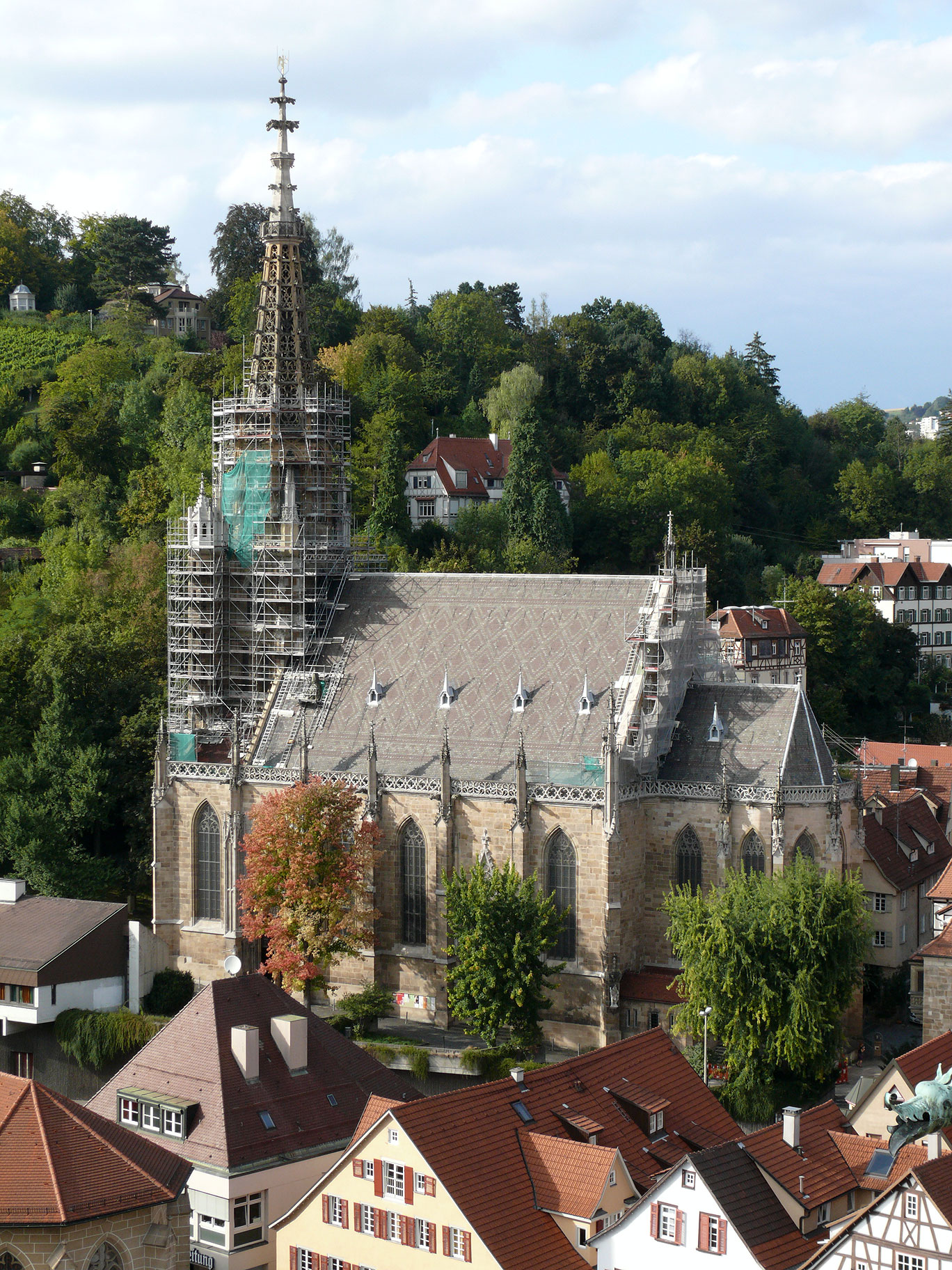
In der Esslinger Frauenkirche wirkte Gaißer ab 1520 als Kaplan

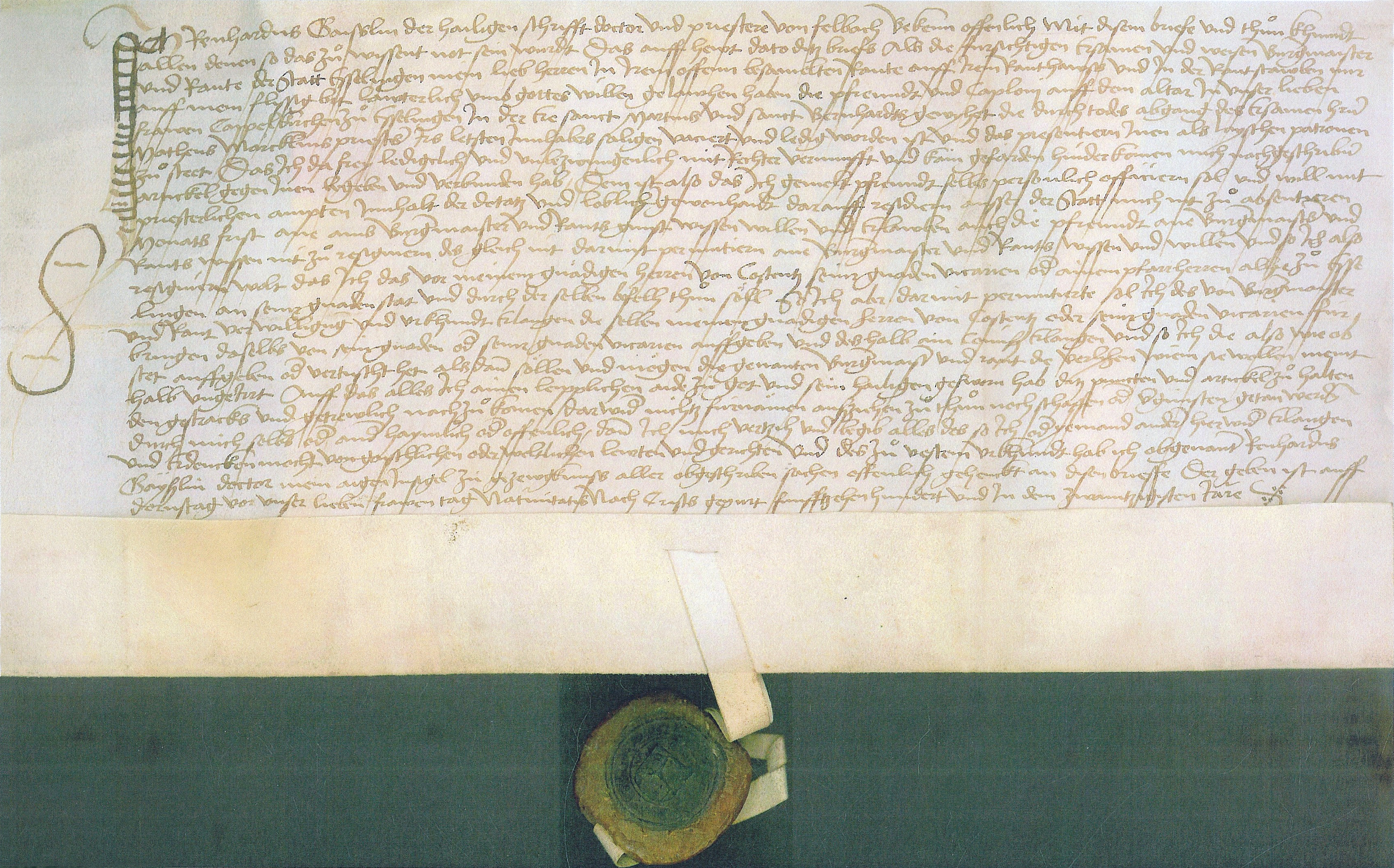
Verpflichtungserklärung Gaißers zur Kaplanei in der Esslinger Frauenkirche

#### Herzog, Volland-Brüder und Gaißer im Exil
Fünf Jahre nach der Niederschlagung des Armen Konrads mussten Herzog Ulrich und sein gefürchteter Kanzler und „Scharfrichter“ Ambrosius Volland vor den Truppen des Schwäbischen Bunds außer Landes flüchten. Nach der kurzen Rückkehr des Herzogs teilte dieses Schicksal auch Philipp Volland. Nachdem Herzog Ulrichs noch 1519 unternommene Rückeroberung nach der Schlacht bei Untertürkheim gescheitert war, wollten sich die Repräsentanten des Schwäbischen Bunds bei dessen Anhängern schadlos halten. So wurde Ambrosius Vollands Grüninger Vermögen restlos enteignet. Philipp konnte vor Ort noch Weichen stellen, um einiges vor dem Zugriff der neuen Herrscher zu schützen, indem er es dem Spital und dem „Beginenklösterle“ vermachte, um es bei Zeiten zurückzuerlangen. Die Steuerliste von 1545 weist seinen Sohn und Nachfolger im wiedererlangten Amt des Vogts als reichsten Grüninger Bürger aus.
Gaißer blieb auch während der Fremdherrschaft des von Kaiser Karl V. eingesetzten Erzherzogs Ferdinand von Österreich renitent und wurde deshalb von der Stuttgarter Staatskanzlei abgemahnt und offenbar sogar zeitweise suspendiert. Denn in diesem Fall konnte er nicht auf Rückhalt durch den Bischof Georg von der Pfalz zählen, dessen Familie die Habsburger Regierung in Stuttgart stützte. In der Reichsstadt Eßlingen erhielt Gaißer im September 1520 die Kaplaneipfründe St. Martin und St. Bernhard in der Frauenkirche, die er 1521 gegen die besser dotierte St.-Leonhards-Kaplanei in derselben Kirche eintauschen sollte. In der von Gaißer besiegelten Urkunde musste er sich unter anderem verpflichten, die Reichsstadt nicht zu verlassen, muss also sein Amt als Grüninger Dekan vorerst eingebüßt haben.

#### Im Bauernkrieg verschont
Im 1525 auch in Württemberg ausgebrochenen Bauernkrieg verbündete sich Herzog Ulrich mit seinen ehemaligen Untertanen und zog mit Schweizer Söldnern ins Land, musste aber dem überwiegend von den Fuggern finanzierten Heer des Schwäbischen Bundes weichen und das Land wieder verlassen. Dass Grüningen von dem landauf, landab wütenden „Bauernheer“ im Gegensatz zu anderen Städten und Klöstern durch Verhandlungen vor der Stadt verschont blieb, könnte durchaus auch auf die Fürsprache Gaißers Mitstreiter im Armen Konrad zurückzuführen sein.

#### Restauration und Reformation
Im Zuge der in der Reichsstadt Eßlingen von Ambrosius Blarer umzusetzenden Reformation bestellten Bürgermeister und Rat von Eßlingen am 12. Dezember 1531 den Reformtheologen Gaißer als Sachverständigen in der Frage, „ob die päpstliche Messe in der heiligen Schrift begründet sei und ob die Bilder als nicht ärgerlich geduldet werden sollen“. Gaißer, der als Grüninger Stadtpfarrer und Inhaber der Sankt-Leonhards-Pfründe in der Esslinger Frauenkirche bezeichnet wird, schlägt in dieser Frage moderate Töne an und empfiehlt, „nachdem die Messe seit 1000 bis 1200 Jahren gefeiert, die Heiligenbilder schon 700 Jahre geduldet werden“, nichts zu überstürzen und die Beschlüsse des vom Kaiser in Aussicht gestellten Konzils abzuwarten. „Zumal doch unser Heil an denen Puncten nit gelegen und uns allen an dem ainigen Cristum henken tund.“ Offenbar war ihm daran gelegen, den drohenden Bildersturm zu verhindern.
Gaißer bot außerdem an, eine wissenschaftliche „Disputation“ zu dieser und der grundlegenden Frage nachzureichen, inwieweit die angestrebte Reformation in der Reichsstadt mit dem Gefolgschaftsanspruch des Kaisers kollidieren könnte. Der Reformator Blarer bezog dagegen einen eindeutigen säkularen Standpunkt: Der Kaiser habe den Reichsstädten „gelobt“, ihre Privilegien und Freiheiten zu schützen, wofür diese ihm Gehorsam „in gepürlichen Dingen“ schuldeten, „aber nicht dort, wo es um die Ehre Gottes gehe“. Wie sich Gaißer nach der zugestandenen Bedenkzeit von einer Woche dazu äußerte, ist nicht überliefert.
1533 geriet ausgerechnet Gaißer in eine private Auseinandersetzung mit der reformierten Reichsstadt Eßlingen, die ihm seine Pfründe abspenstig machen wollte. Immer noch als „Kirchherr“ in Grüningen schrieb er am 19. Juni an den Bürgermeister und Rat zu Eßlingen, „seine Dotationsurkunde schreibe ihm ausdrücklich vor, dass er wöchentlich einmal am Sankt-Leonhards-Altar in der Frauenkirche eine Messe zu lesen habe. Er sei gern bereit, dieser Bestimmung nachzukommen, wenn man ihm freies Geleit zusichere. Auf keinen Fall jedoch werde er auf seine ihm rechtmäßig verliehene Pfründe freiwillig verzichten und hoffe, der Rat werde ihm nicht weiter drohen, sondern sich an den Reichsabschied zu Nürnberg gebunden fühlen“.
Ob der nun etwa sechzigjährige Gaißer 1534 altershalber von „Pfarrer Eble“ bzw. „Martin Eblin“ abgelöst wurde oder im Zuge der Restauration der Herrschaft Herzog Ulrichs und der damit eingeleiteten Reformation, ist nicht geklärt. Möglich wäre es allerdings, dass sein Abtritt mit der Rückkehr und Wiedereinsetzung seines Gegenspielers Philipp Volland als Vogt und Kirchen-Aufseher in Grüningen zusammenfiel. Andererseits war Gaißers Doppelrolle als Grüninger Dekan und Esslinger Kaplan laut Esslinger Bürgerbuch, das ihn 1530 als Bürger der Reichsstadt bezeichnet, bis 1533 befristet. Für eine naheliegende Mitwirkung bei der ab 1534 eingeleiteten Reformation finden sich keine Belege. Wo und wann er verstarb, ist ebenfalls unbekannt. Von seinem Neffen und Vikar Wilhelm Gaißer ist überliefert, dass er nach Grüningen zurückkehrte und hier eine Familie gründete. 1555 und 1556 gehörte er als Landschaftsabgeordneter Grüningens gar dem württembergischen Hofgericht an.

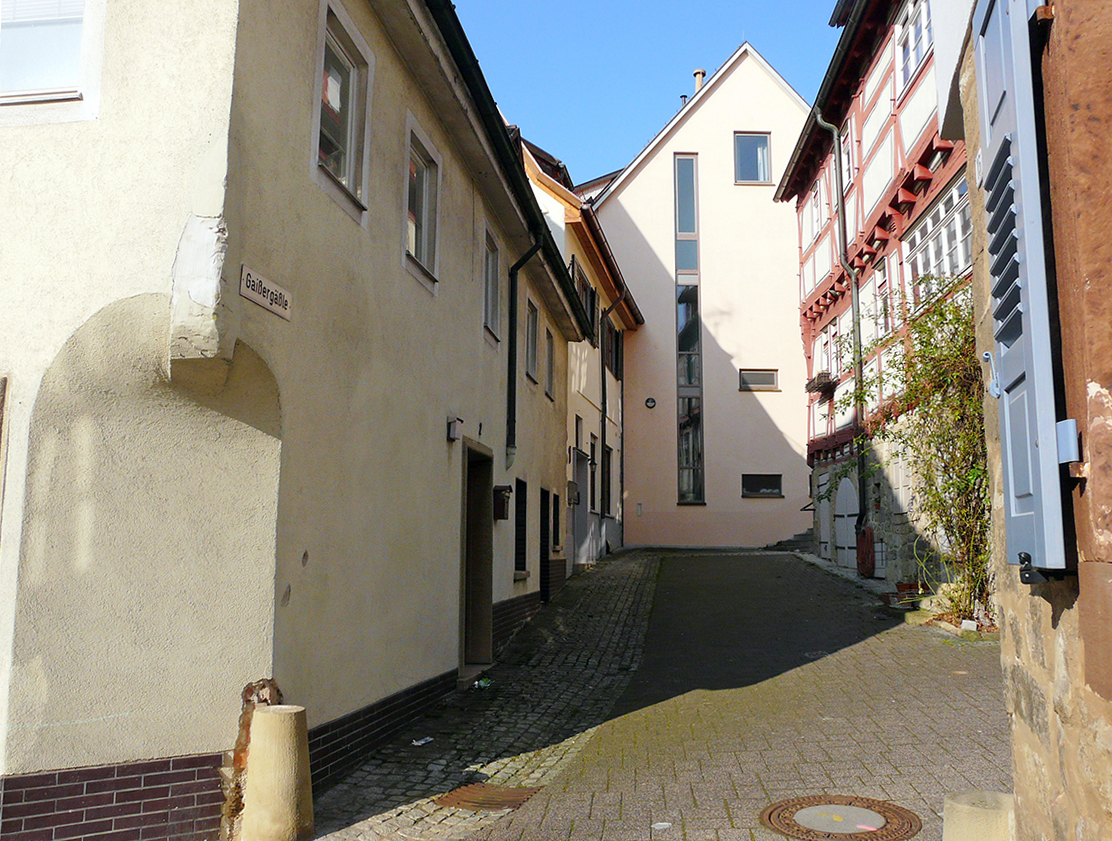
Das kurze „Gaißergäßle“ führt entlang der ehemaligen Lateinschule (rechts), der Gaißer ebenfalls vorstand, über eine Treppe zum Kirchplatz an der Bartholomäuskirche

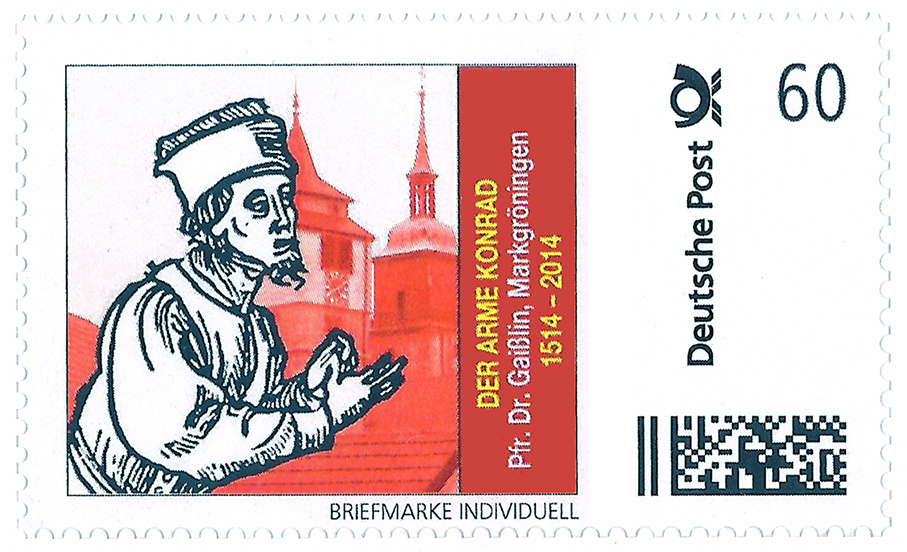
Sondermarke: 500 Jahre Reinhard Gaißer im Armen Konrad

## Rezeption
In Markgröningen erinnert das kurze Gaißergässle, das an der ehemaligen Lateinschule vorbei zur Bartholomäuskirche führt, an diesen engagierten Reformtheologen und „brillanten Redner“, der als intellektueller Kopf des Armen Konrads und „Anwalt der Armen“ verkörperte, was sich die Unterschicht von Martin Luther im Zuge der Bauernkriege vergebens versprechen sollte. Allerdings war Gaißer laut Gerhard Liebler „seiner Zeit um Jahrhunderte voraus. Seine Ideen hatten keine Chance auf Realisierung“. Selbst im 19. Jahrhundert ist dem Markgröninger Historiker und Stadtpfarrer Ludwig Heyd noch ein gewisses Unbehagen bei der Beschreibung von Gaißers Respektlosigkeit gegenüber der Obrigkeit anzumerken. Sein Nachfolger Hermann Römer, der sich 100 Jahre später ausgiebig mit Gaißer auseinandersetzte, konnte dagegen seine Bewunderung nicht verhehlen und stellte ihn als „ersten Sozialrevolutionär auf einer württembergischen Kanzel“ heraus: „Sein mutiges Eintreten für das Volk und seine Menschenrechte bleibt groß.“
500 Jahre nach seinem Aufruf zum Widerstand würdigte ihn Markgröningen 2014 im Zuge von Vorträgen, Führungen und im Rahmen des vier Wochen lang ausverkauften Theater-Spaziergangs Schwabenaufstand durch das Ziegelei-Gelände. Im Fellbacher Stadtmuseum fand am 1. Juni 2014 eine Führung zum Wirken Gaißers statt.
Am 27. Juni 2014 war die Erstausgabe einer vom Arbeitskreis Geschichtsforschung und Denkmalpflege Markgröningen herausgegebenen Briefmarke, die Gaißers Einsatz für den Armen Konrad hervorhebt.

## Weiterführende Informationen

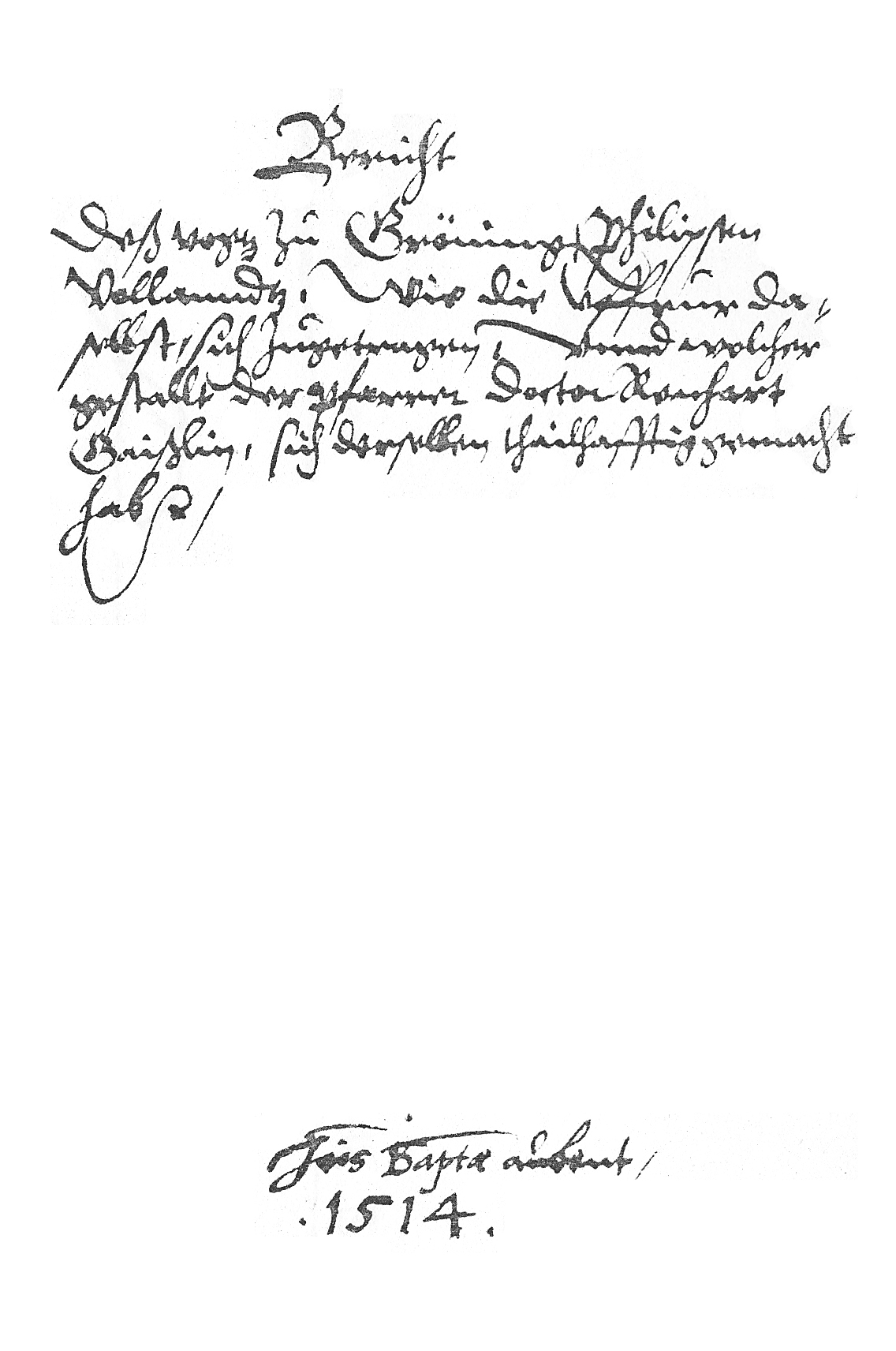
Gaißer-Dossier: Im Stadt-Archiv Markgröningen sind Vollands Protokolle über Gaißers Umtriebe und Predigten einsehbar.

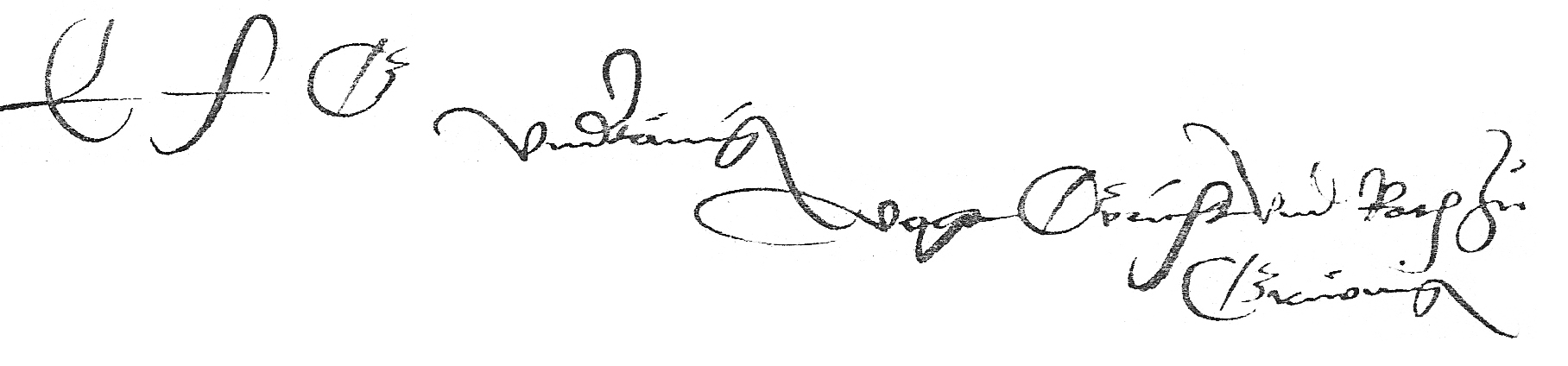
Philipp Vollands Unterschrift unter dem Gaißer-Dossier

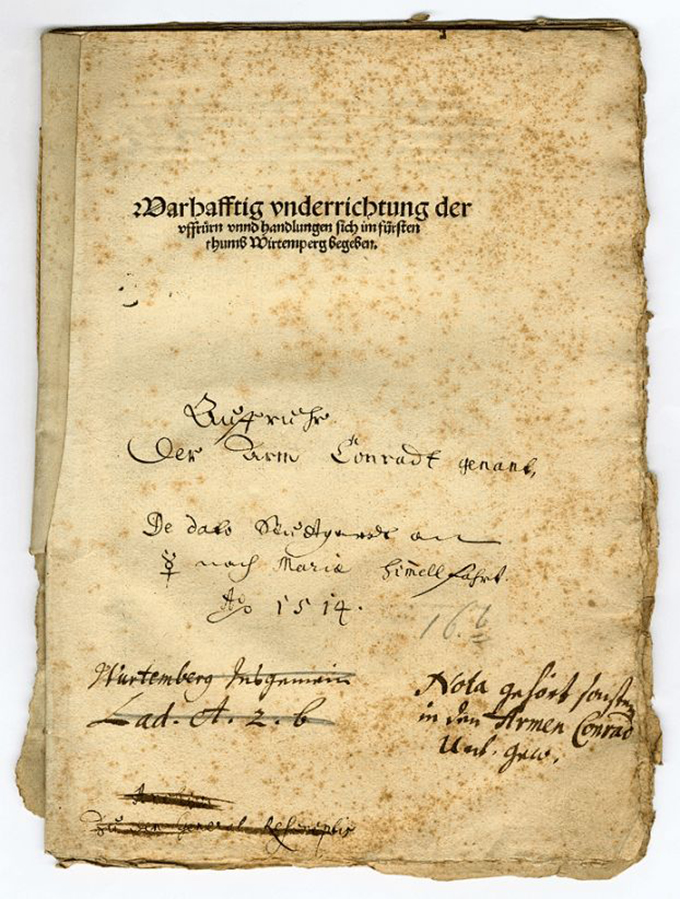
Bericht der Hofkanzlei zum „Uffruhr der Arm Conradt genant“